# Gaillonia putorioides
Gaillonia putorioides là một loài thực vật thuộc họ Rubiaceae. Đây là loài đặc hữu của Yemen. Môi trường sống tự nhiên của chúng là vùng cây bụi khô khu vực nhiệt đới hoặc cận nhiệt đới.